# جويل هنت
جويل هنت (بالإنجليزية: Joel Hunt)‏ هو لاعب كرة قاعدة أمريكي، ولد في 11 أكتوبر 1905 في تيكسيكو في الولايات المتحدة، وتوفي في 24 يوليو 1978.

## وصلات خارجية
- جويل هنت على موقعبيزبول رفرنس.كوم (الدوري الرئيسي) (الإنجليزية)